# Oural (fleuve)
Pour les articles homonymes, voir Oural.
L'Oural (en russe : Урал, en bachkir : Яйыҡ, en kazakh : Жайық, Jayıq) est un fleuve de Russie et du Kazakhstan.
L'Oural s'est longtemps appelé Iaïk en russe (Яик). C'est Catherine II de Russie qui, pour effacer toute trace de  la révolte de Pougatchev, lui donne ce nom en 1775. L'Encyclopédie de Diderot et D'Alembert l'orthographie Jaïk, comme Pouchkine après eux dans La Fille du capitaine (Яик, malgré l'interdiction impériale).

## Géographie
Il prend sa source dans le sud des monts Oural et se jette dans la mer Caspienne. D’une longueur de 2 428 km, il forme, depuis Tatichtchev (1686-1750), une partie de la frontière conventionnelle entre l’Europe et l’Asie,.
La source de l’Oural se trouve à environ 150 km au nord de la ville de Magnitogorsk. Le fleuve se dirige vers le sud, arrose Magnitogorsk, contourne l'extrémité méridionale des monts Oural et se dirige vers l'ouest sur 300 km, passant à Orsk, où il reçoit les eaux de la rivière Or (rg) et à Orenbourg, où il reçoit celles de la Sakmara (rd). Après Orenbourg, le fleuve pénètre au Kazakhstan, où il se dirige à nouveau vers le sud, traversant une large plaine en décrivant des méandres jusqu'à son embouchure sur la mer Caspienne, à quelques kilomètres au sud de la ville d'Atyraou. En se jetant dans la mer Caspienne, il forme un très fin delta en forme de « patte d’oie ».

## Villes arrosées
- Magnitogorsk, Orsk, Orenbourg, Oural, Atyraou

## Affluents
- Or (rive gauche — rg)
- Chagan (rive droite — rd)
- Sakmara (rd)

## Hydrologie
Le débit de l'Oural a été observé à Kouchoum à 521 km de son débouché dans la mer Caspienne. Il draine dans cette localité une surface de 190 000 km2 soit 80 % de la totalité de son bassin versant. Le débit inter-annuel du fleuve y est de 297 m3/s. La lame d'eau d'écoulement annuel dans le bassin se monte de ce fait à 49 mm, ce qui est très peu, mais s'explique très bien dans la mesure où la majeure partie de son bassin appartient au domaine de la steppe. Le climat y est aride et cette aridité ne fait que s'accentuer en direction du sud (on enregistre 356 mm de précipitations par an à Orenbourg et 163 mm à Atyraou) tandis que l'évaporation s'accroit. Par ailleurs c'est en été que les précipitations sont les plus abondantes, or c'est la saison durant laquelle l'évaporation est la plus active. Seule la partie du bassin appartenant au domaine des montagnes de l'Oural bénéficie de conditions plus favorables.
Le fleuve possède un régime nival de plaine peu pondéré. En effet 80 % des eaux que roulent le fleuve dans l'année s'écoulent au printemps. On assiste à une brusque montée du niveau des eaux aux mois d'avril et de mai au moment de la fonte des neiges. Ensuite la décrue s'amorce très rapidement. Le fleuve atteint son niveau le plus bas en février. Le débit mensuel varie d'un facteur 25 entre le mois de mai (débit mensuel de 1 377 m3/s) et le mois de février (débit mensuel de 56 m3/s). Si l'on considère les valeurs records, à savoir 4 800 m3/s et 12 m3/s, le débit mensuel peut connaître des variations encore beaucoup plus importantes. Le fleuve est pris dans les glaces de début novembre à début avril dans la partie supérieure de son cours et de fin novembre à fin mars dans la partie inférieure.

## Galerie

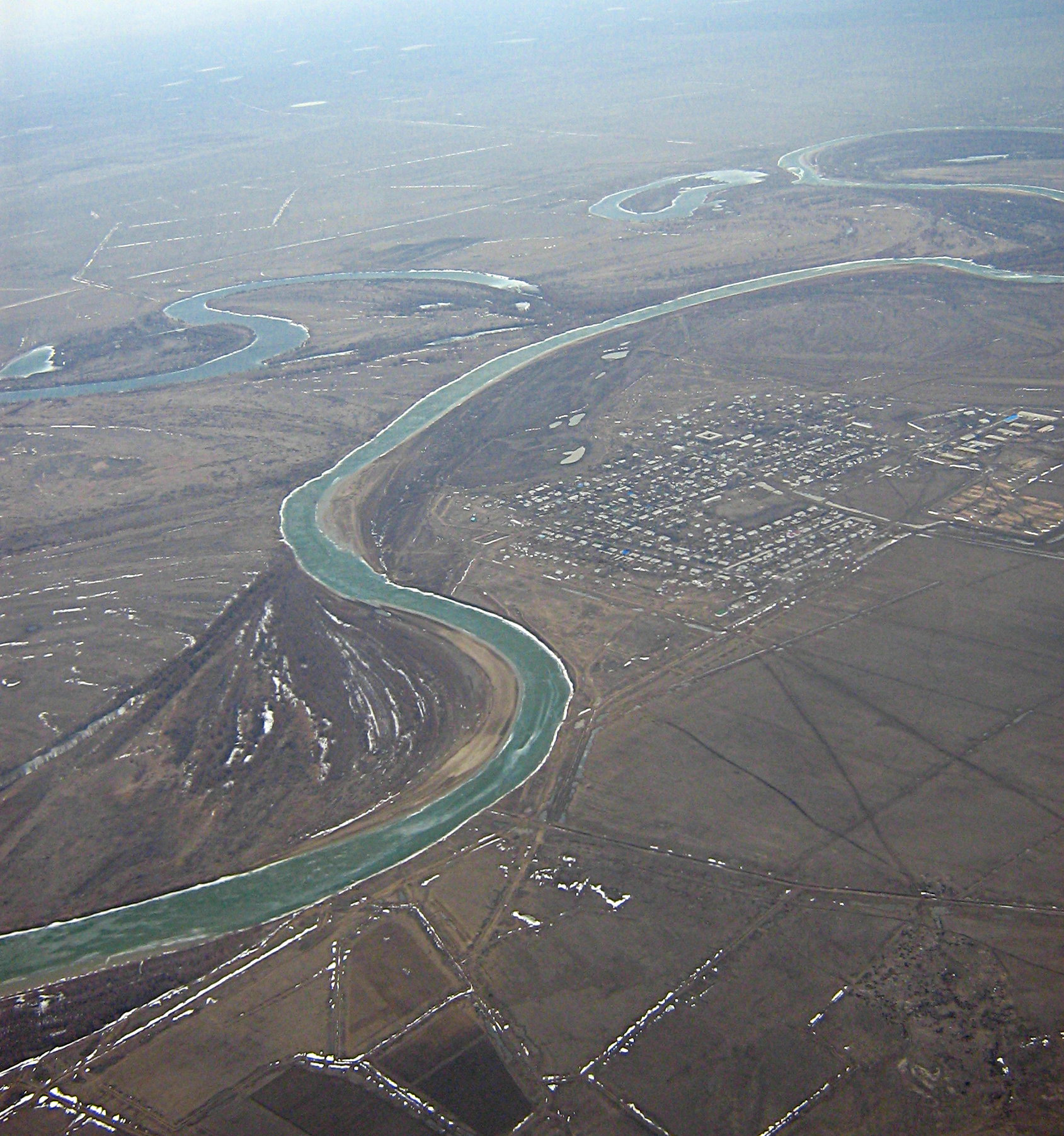
Méandres de l'Oural à travers la steppe kazakhe.
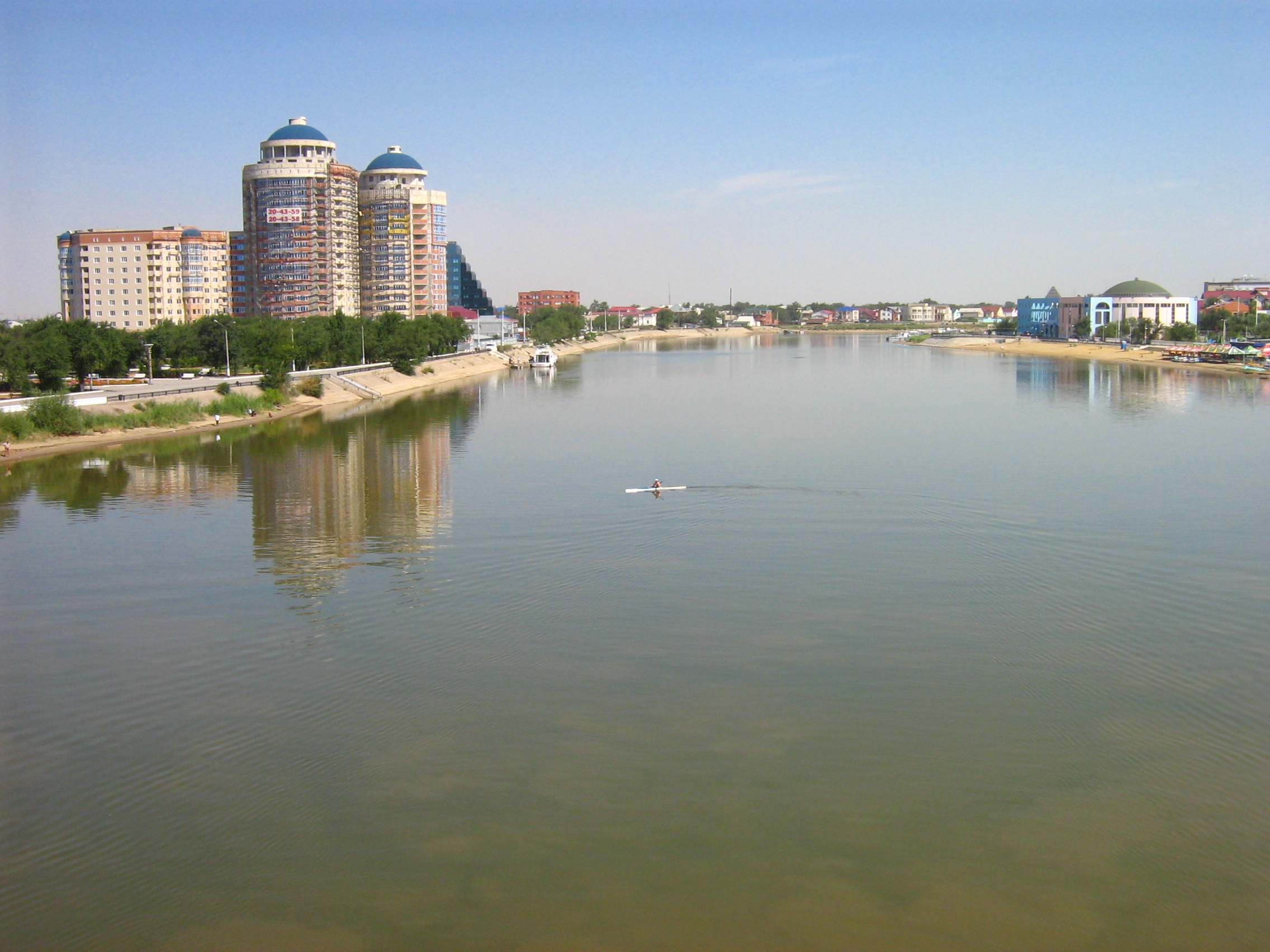
L'Oural à Atyraou.
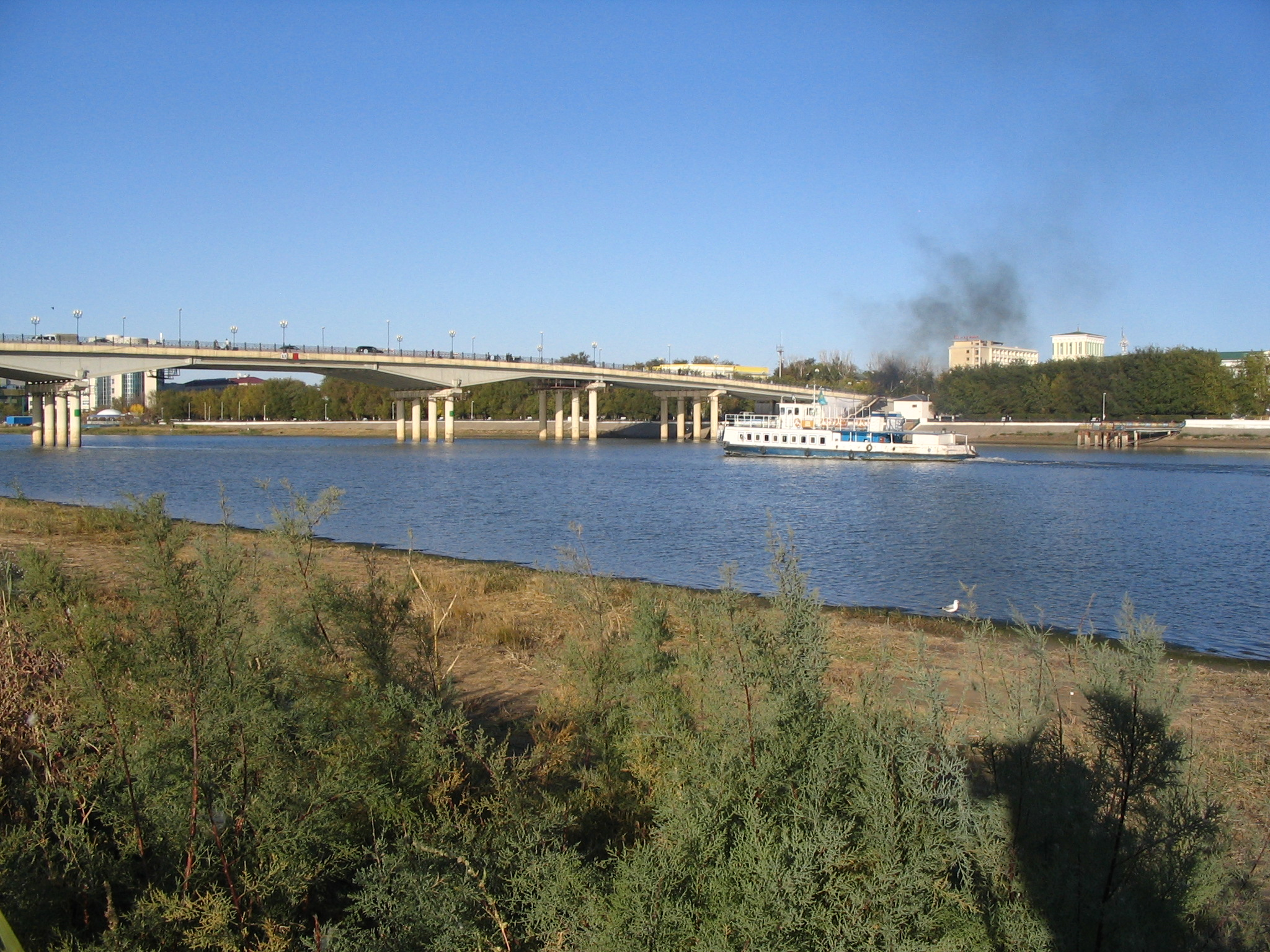
Le pont sur l'Oural à Atyraou, entre l'Europe et l'Asie.
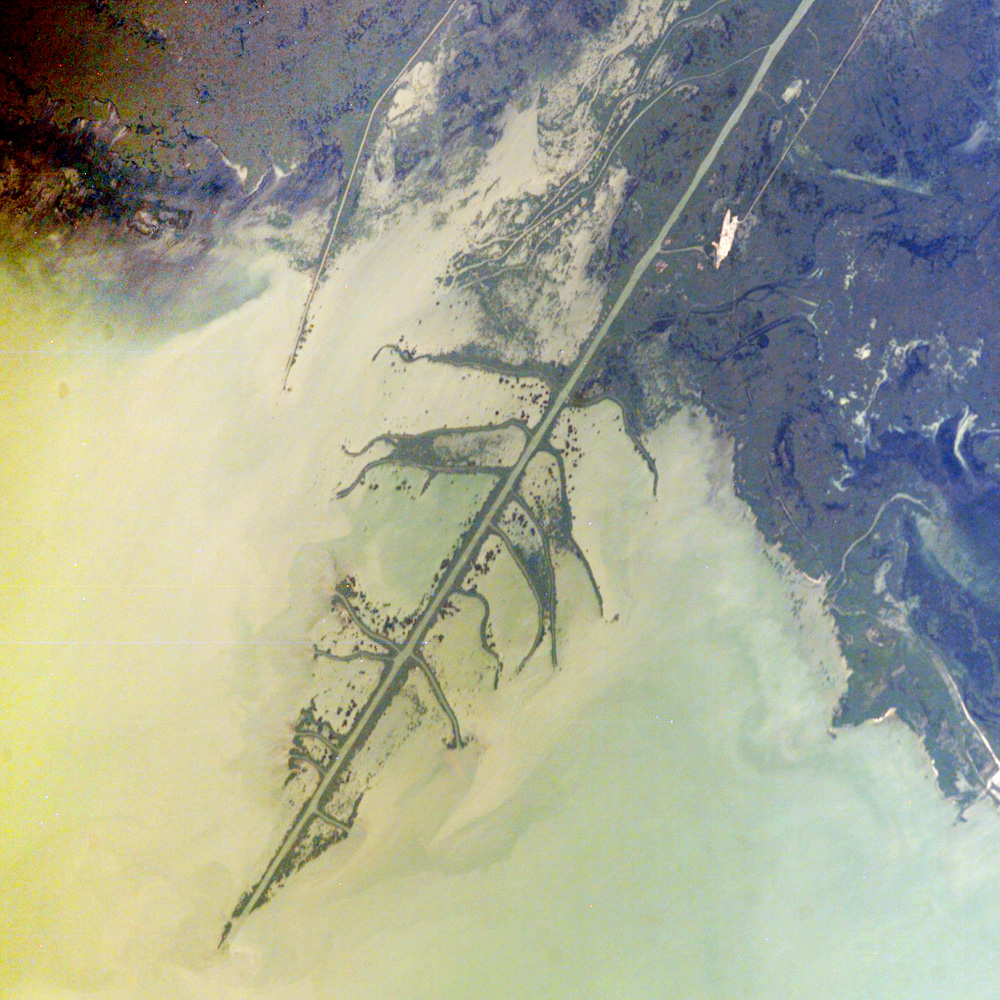
Delta en forme de patte d'oie de l'Oural.